# Microchaetina arida
Microchaetina arida är en tvåvingeart som först beskrevs av Townsend 1911.  Microchaetina arida ingår i släktet Microchaetina och familjen parasitflugor.
Artens utbredningsområde är Peru. Inga underarter finns listade i Catalogue of Life.